# 스티븐 게이틀리
스티븐 패트릭 데이비드 게이틀리(영어: Stephen Patrick David Gately, 1976년 3월 17일 ~ 2009년 10월 10일)는 아일랜드의 싱어송라이터, 배우이며 로넌 키팅과 함께 보이 존의 리드 가수이다. 게이틀리의 생애 가운데 보이존의 스튜디오 음반 전체가 영국에서 넘버 1 히트를 쳤으며 국제적으로는 3위에 등극하면서 성공한 적이 있다. 보이존과 함께 게이틀리에게는 영국 싱글 차트에서 톱 5에 진입한 16개의 연속된 싱글이 있다. 전 세계적으로 수백만의 팬을 위해 공연을 했다.